# Wildest Dreams (pjesma Taylor Swift)
"Wildest Dreams"  "" je pjesma američke pjevač Taylor Swift s njenog petog albuma 1989", objavljena 31. kolovoza 2015. godine. Swift je napisala ovu pjesmu s njezinim producentima Max Martinom i SHellbackom. Nakon izlaska 1989. albuma, pjesma je počela dobivati dosta pažnje u SAD-u, Kanadi i Australiji. Nakon što je pjesma objavljena kao singl, dosegla je broj pet na Billboard Hot 100.

"Wildest Dreams" pjesma je američke kantautorice Taylor Swift s njenog petog studijskog albuma 1989 (2014). Swift je pjesmu napisala s Maxom Martinom i Shellbackom koji su također producirali pjesmu. Pjesma je objavljena na radijskim postajama kao peti singl albuma 31. kolovoza 2015. u izdanju Big Machine i Republic Records.

## O pjesmi
Pjesma je synth-pop i pop balada koja uključuje atmosfersku produkciju opremljenu gudačkim instrumentima te Swiftin otkucaj srca kao njegov ritam. Tekst opisuje Swiftinu molbu da je se njezin ljubavnik sjeti unatoč neizbježnom kraju njihove veze. Suvremeni kritičari ocijenili su "Wildest Dreams" s umjerenim kritikama; neki su pohvalili Swiftin vokal i produkciju, dok su ga drugi smatrali neoriginalnim. Retrospektivno, kritičari su pozitivno vidjeli pjesmu kao jednu od boljih Swiftinih pjesama u njezinom katalogu. Pjesma je također dobila službeni remix koji je producirao R3hab.

## Glazbeni video
Glazbeni video pjesme, u režiji Josepha Kahna, privukao je kritike zbog veličanja kolonijalizma, tvrdnje koju je Kahn odbacio. Smješten u Africi tijekom klasične holivudske ere 1950-ih, prikazuje Swift kao glumicu s crnom kosom koja se zaljubi u svoga gumca na setu, a kasnije shvaća njihov neizbježni kraj po završetku njihovog filmskog projekta. Video je odlično primljen u produkcijskom i stilskom smislu. Swift je sav prihod od videozapisa donirala Američkoj zakladi za afričke parkove.

## Ljestvice
Singl se našao među prvih pet na ljestvicama Australije, Kanade, Poljske i Južne Afrike. U Sjedinjenim Državama to je bio peti uzastopni top-hit za Billboard Hot 100 iz 1989. godine, dosegavši peto mjesto, a dosegnuo je vrh Billboardovih ljestvica usmjerenih na airplay, uključujući Mainstream Top 40 i Adult Top 40. Recording Američko industrijsko udruženje (RIAA) i prodao je više od dva milijuna primjeraka u Sjedinjenim Državama do studenog 2017. godine.
| Ljestvice                  | Najviša pozicija |
| -------------------------- | ---------------- |
| Australija                 | 3                |
| Austrija                   | 21               |
| Češka                      | 67               |
| Francuska                  | 122              |
| Mađarska                   | 35               |
| Sjedinjene Američke Države | 1                |
| Slovačka                   | 8                |
| Slovenija                  | 14               |
| Ujedinjeno Kraljevstvo     | 5                |

## Wildest Dreams (Taylor's Version)
"Wildest Dreams (Taylor's Version)" je reizdanje Swiftine skladbe koja je izašla 2014. godine. Pjesma je sa Swiftinog reizdanja albuma 1989 (Taylor's Version). Pjesma je predstavljen u najavi za animirani film Spirit Untamed iz 2021. Ova verzija pjesme je objavljena 17. rujna 2021. kroz Republic Records izdavačku kuću.

### Pozadina
15. rujna 2021. nakon što je trend na društvenoj mreži TikTok koji uključuje dio pjesme "Wildest Dreams" koja je objavljena 2014. godine postao viralan, Swift je odlučila objaviti Taylor's Version verziju pjesme te je to ujedno učinila 17. rujna 2021. u 15:00 CEST.
U samo četiri sata od izlaska pjesme, ova verzija je ostvarila 2 milijuna na Spotify-u.